# Parque nacional del Araguaia
El Parque Nacional de Araguaia fue creado durante la administración del presidente Juscelino Kubitschek de Oliveira, de 31 de diciembre de 1959 en el norte de Goiás, hoy Tocantins.
Inicialmente, el Parque Nacional Araguaia ocupó toda el área de la isla del Bananal, cerca de 2 millones de hectáreas. En la actualidad, después de dos cambios en sus límites, el parque nacional tiene una superficie equivalente a cerca de 562 000 hectáreas.
Se encuentra en el tercio norte de la isla del Bananal, en el suroeste del estado de Tocantins, que abarca los municipios de Pium y Lagoa da Confusão.
El Parque Nacional Araguaia está situado en una franja de transición entre el bosque del Amazonas, Cerrado y Pantanal, se compone de varias especies animales, presentes en estos tres biomas y una vegetación muy variada, con varios escenarios naturales de rara belleza. Esta área protegida debe proporcionar satisfacción no a sólo los turistas y visitantes que reciben, sino también a la conservación de la alta tasa de la diversidad biológica presente y garantizar los derechos de los pueblos indígenas que viven en el interior.

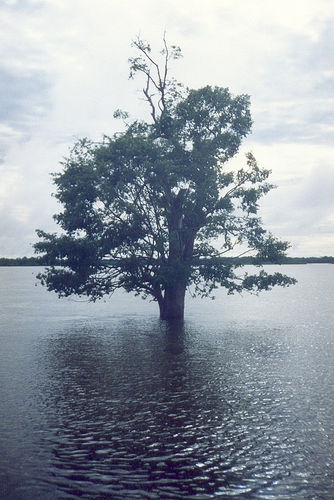
Isla del Bananal, santuario ecológico del Río Araguaia

Hoy en día, el Parque Nacional Araguaia forma parte del conjunto de Parques nacionales de Brasil y  es administrado por el Instituto Chico Mendes para la Conservación de la Biodiversidad (ICMBio), a través de la oficina local ubicado en Pium, Tocantins .

## Historia
- El 17 de diciembre de 1959 - el Estado de Derecho 2370 Goiás autoriza la donación de la isla de Bananal a la Unión, con el fin de crear el Parque Nacional Araguaia.
- El 31 de diciembre de 1959 - el presidente Juscelino Kubitschek de Oliveira crea el Parque Nacional Araguaia.
- El 1 de marzo de 1973 - El presidente Emílio Garrastazu Médici promulgó el Decreto 71 879, lo que reduce el área del Parque Nacional Araguaia por alrededor de un tercio de la superficie original en el extremo norte de la isla de Bananal. Se creó el Parque Indígena del Araguaia, que ahora ocupan los 2/3 restantes.
- El 24 de junio de 1980 - El presidente João Baptista Figueiredo, a través del Decreto 84 844, se modifican de nuevo los límites del Parque Nacional de Araguaia, que se extiende hasta los actuales 562.312 hectáreas.
- El 18 de abril de 2006 - El presidente Luiz Inácio Lula da Silva firmó un decreto ratificando la Tierra Indígena Inãwébohona, los Karajá y los indios Javaé, dentro del Parque Nacional de Araguaia, que ahora está sujeta al régimen jurídico de la doble asignación de 2/3 de su área.